# Bìm bịp ngón ngắn
Bìm bịp ngón ngắn (danh pháp hai phần: Centropus rectunguis) là một loài chim thuộc chi Bìm bịp, họ Cuculidae..
Bìm bịp ngón ngắn được tìm thấy ở Brunei, Indonesia, Malaysia, và Thái Lan. Môi trường sống tự nhiên của nó là rừng đất thấp ẩm cận nhiệt đới hoặc rừng cây bụi nhiệt đới ẩm vùng đồng bằng cận nhiệt đới hoặc nhiệt đới. Nó đang bị đe dọa do mất nơi sống.